# Töchterpensionat Wieler

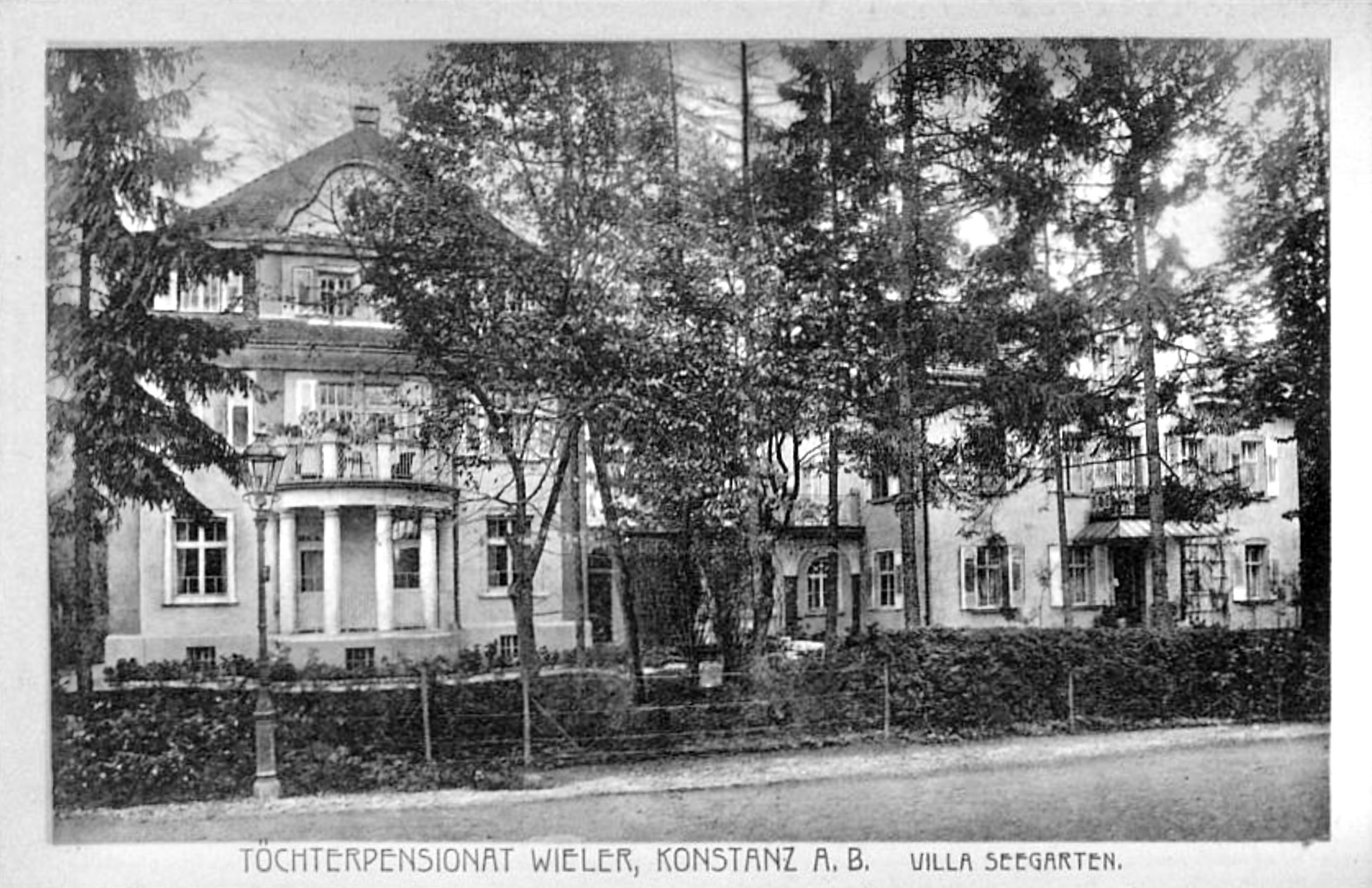
Zeitgenössische Ansichtspostkarte des Töchterpensionats Wieler, um 1925 – Die Fotografie zeigt links das am 1. Mai 1916 feierlich eingeweihte zweite Gebäude mit Säulenvorbau (heute unter Denkmalschutz), rechts das als Villa Seegarten bezeichnete Gebäude (inzw. abgerissen und 1992 durch Neubauten ersetzt)

Das Töchterpensionat Wieler, als Töchter-Erziehungsheim und Haushaltungsschule Wieler gegründet, war eine Höhere Töchterschule, eine weiterführende Schule, eine Ganztagsschule bzw. ein Internat in Konstanz am Bodensee, das von 1912 bis etwa 1933 auf dem Anwesen der Villa Seegarten bestand, das heute als Hebelhof bezeichnet wird.

## Bezeichnung
Unter der wechselnden Bezeichnung (teilweise: Internationales / Israelitisches / Jüdisches…)
- Töchter-Erziehungsheim und Haushaltungsschule Wieler bzw.[2]
- Töchter-Erziehungsheim und Haushaltungs-Institut Wieler,
- Töchter-Pensionat und Haushaltungsschule Wieler bzw.[3]
- Töchter-Pensionat und Haushaltungs-Institut Wieler[4][5][6]

firmierte die Privatschule ausweislich der veröffentlichten Inserate bis etwa Anfang der 1920er Jahre, danach erfolgte die Verkürzung der Bezeichnung auf Töchterpensionat Wieler. Ab etwa 1933/34 wurde das Anwesen der Villa Seegarten umgewidmet zur Familien-Pension Wieler, in der jedoch nebenbei weiterhin Hauswirtschaft gelehrt wurde.

## Gründerpersönlichkeiten

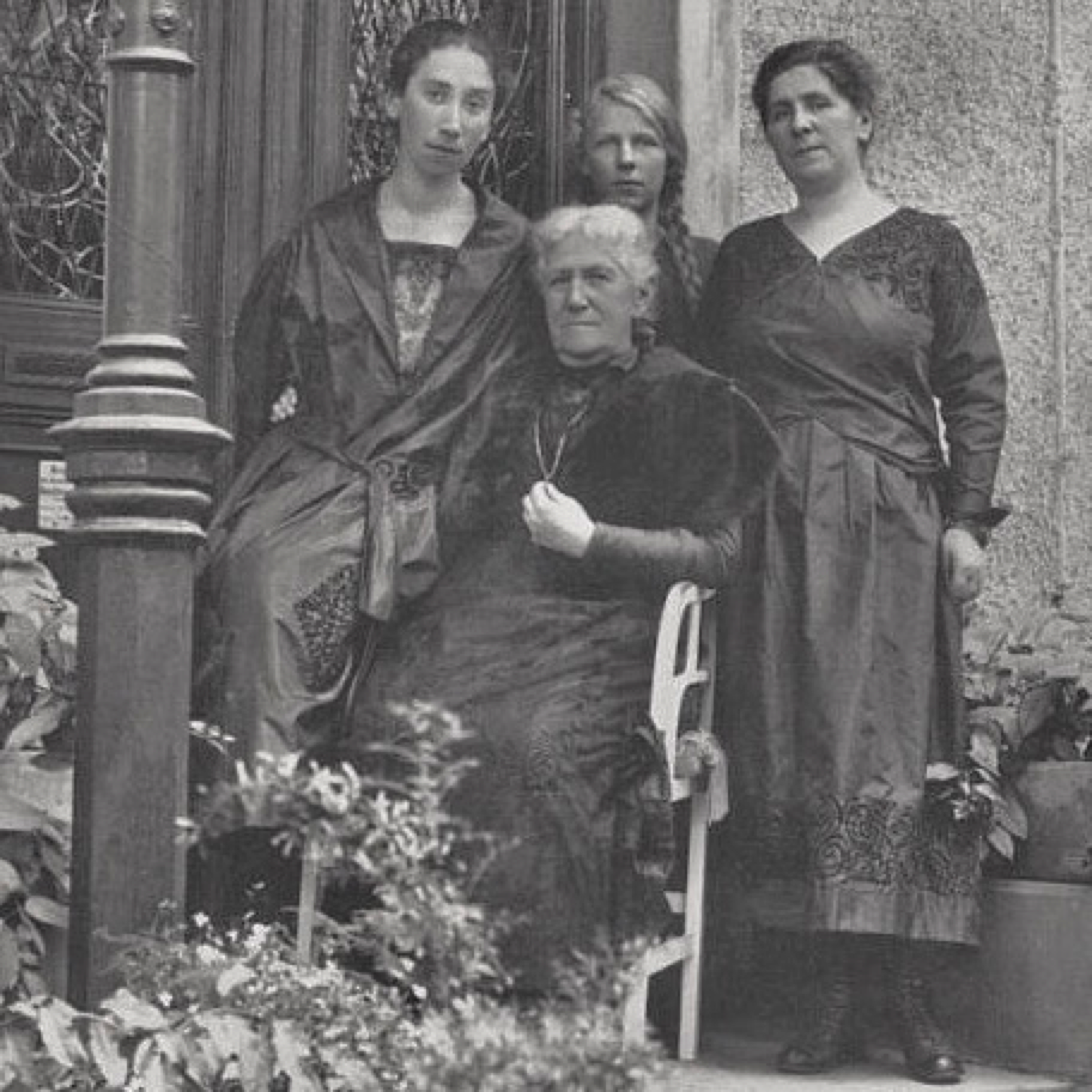
Anna Wieler (links) halb auf der Stuhllehne ihrer Mutter Bertha (1854–1942) sitzend, ganz rechts Annas ältere Schwester Irma (1882–1942) mit deren Tochter Ruth (1909–1952), um 1924

Als Töchter-Erziehungsheim und Haushaltungsschule Wieler wurde das Internat im Jahr 1912 von Anna Wieler (1889–1941) und deren Mutter Bertha Wieler (geboren am 22. Dezember 1854 in Kappel bei Buchau; gestorben am 7. April 1942 in Konstanz), geborene Mayer, in der Villa Seegarten in der Konstanzer Hebelstraße 6 eröffnet und geleitet; erste Werbeanzeigen erschienen bereits 1911.
Bertha Wieler, die vor 1924 auch den Israelitischen Frauenverein in Konstanz leitete, brachte dazu Vermögen aus dem Erbe ein, das ihr verstorbener Ehemann, der Textil-Großhandelskaufmann Adolf Wieler (geboren am 8. Dezember 1840; gestorben am 24. November 1907), hinterlassen hatte.
Irma Hieber (1882–1942), geborene Wieler, löste ihre dann 62-jährige Mutter Bertha wohl 1916 als Vorsteherin ab, nachdem Irma Hieber von ihrem Ehemann, dem Konstanzer Mediziner Adolf Hieber, geschieden und die gemeinsame Tochter Ruth (1909–1952) eingeschult worden war.
Etwa zur Zeit dieser Privatschulgründung entstanden im Deutschen Kaiserreich erste staatliche Lyceen für Mädchen, insbesondere ab 1908, nachdem sich das Königreich Preußen dazu verpflichtet hatte. Bis zu einem flächendeckenden Angebot an weiterführenden Schulen bestand jedoch in vielen deutschen Regionen weiterhin eine Nachfrage nach privaten Bildungsangeboten für Mädchen und junge Frauen, um diesen durch den Abschluss der Reifeprüfung auch einen Zugang zu Universitäten zu ermöglichen. Gleichwohl hatten die Eltern, die Geldgeber der schulischen Ausbildung, zumeist kein Studium ihrer Töchter im Sinn, sondern die Verbesserung ihrer Chancen auf dem Heiratsmarkt gehobener Kreise.
Anna Wieler und ihre Schwester Irma  wurden während der Schoáh ermordet; ihre Mutter Bertha starb 87-jährig eines natürlichen Todes.

## Villa Seegarten
Das als Villa Seegarten bezeichnete Gebäude in der Konstanzer Hebelstraße 6 wurde 1910/11 in zweiter Reihe zum Seeufer errichtet, wovon sowohl die Schülerinnen als auch die Lehrkräfte und sonstigen Angestellten des Töchterpensionats Wieler profitierten. In der mit Superlativen (herrlichste, freundlichste, schönste, vornehmste, gesündeste, gewissenhafteste, herzlichste …) angereicherten Selbstdarstellung des Töchter-Erziehungsheims wurde die Villa Seegarten wie folgt charakterisiert:

„Villa Seegarten liegt in schönster Umgebung, gleich am See und in unmittelbarer Nähe des Waldes, im vornehmsten und gesündesten Stadtteil, ruhig und frei in großem Garten. Die innere Einrichtung des Hauses entspricht allen Forderungen der Neuzeit. Die Zimmer sind hell, luftig und geräumig. Centralheizung, Warmwasserbereitung, Bäder, elektrisches Licht und elektrische Waschanlagen. […] Die herrliche staubfreie Seeluft, der ganz naheliegende Wald erhalten Haus und Garten selbst in den heißesten Tagen kühl. So wirkt die Lage der Villa überraschend günstig auf die Gesundheit der im Entwicklungsalter stehenden jungen Mädchen.“

Die ab 1911 gebräuchliche Bezeichnung Villa Seegarten für das Hauptgebäude des Anwesens diente primär der Vermarktung der Privatschule, um das sie umgebende Grundstück mit Garten und die unmittelbare Nähe zum Ufer des Bodensees durch die Begriffskomposition Seegarten prägnant zum Ausdruck zu bringen und gleichzeitig das Schulgebäude durch den Terminus Villa aufzuwerten bzw. zu überhöhen, um den angenommenen Erwartungen der anspruchsvollen Klientel zu entsprechen. Um eine Villa handelte es sich bei dem Gebäude jedoch nicht; diese Klassifizierung traf de facto erst auf das am 1. Mai 1916 eingeweihte zweite Hauptgebäude des Anwesens zu, das bis heute erhalten ist und inzwischen unter Denkmalschutz steht. Dennoch wurden ab 1916 explizit zwei Villen auf dem Anwesen der Wielers in der Hebelstraße beworben; beide konnten in der Folge gleichsam zum Gebäudekomplex Villa Seegarten verschmelzen und die anfangs gewagte Bezeichnung des ersten Schulgebäudes als Villa gewissermaßen im Nachhinein legitimieren.

## Konzeption und Entwicklung

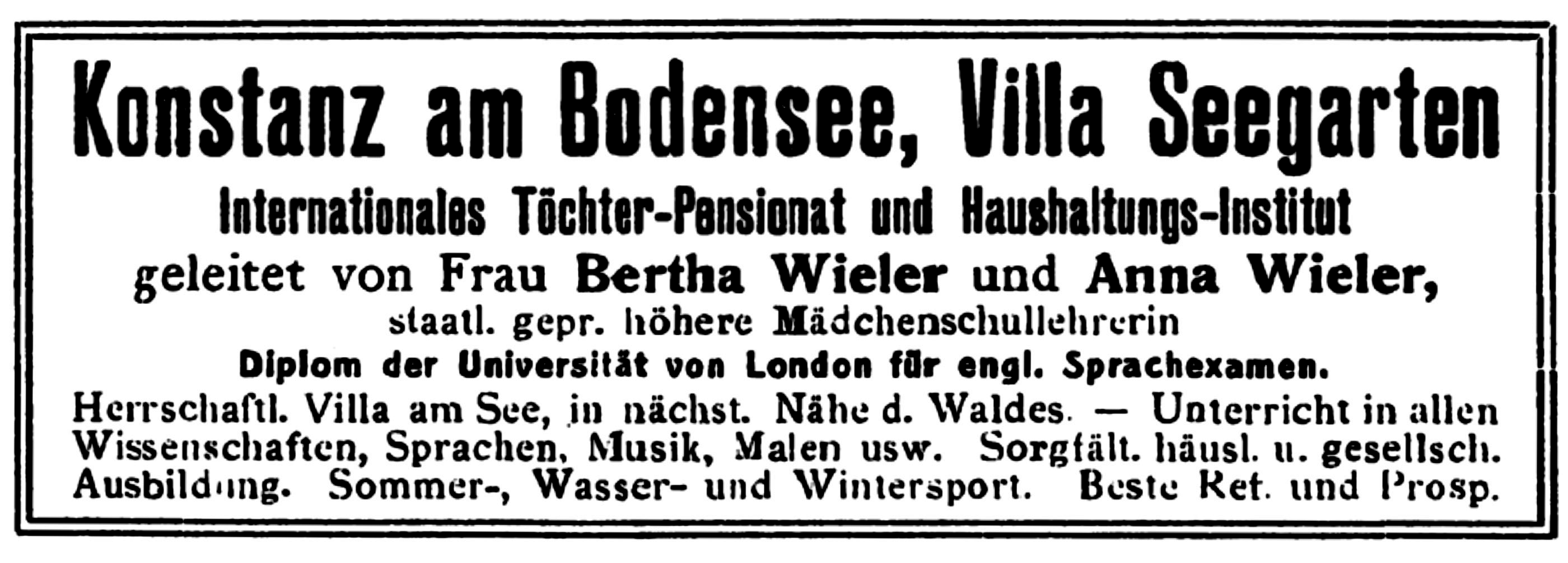
Werbeanzeige in der Wochenzeitung Die Welt – Zentralorgan der zionistischen Bewegung (Wien), 15. und 29. Dezember 1911

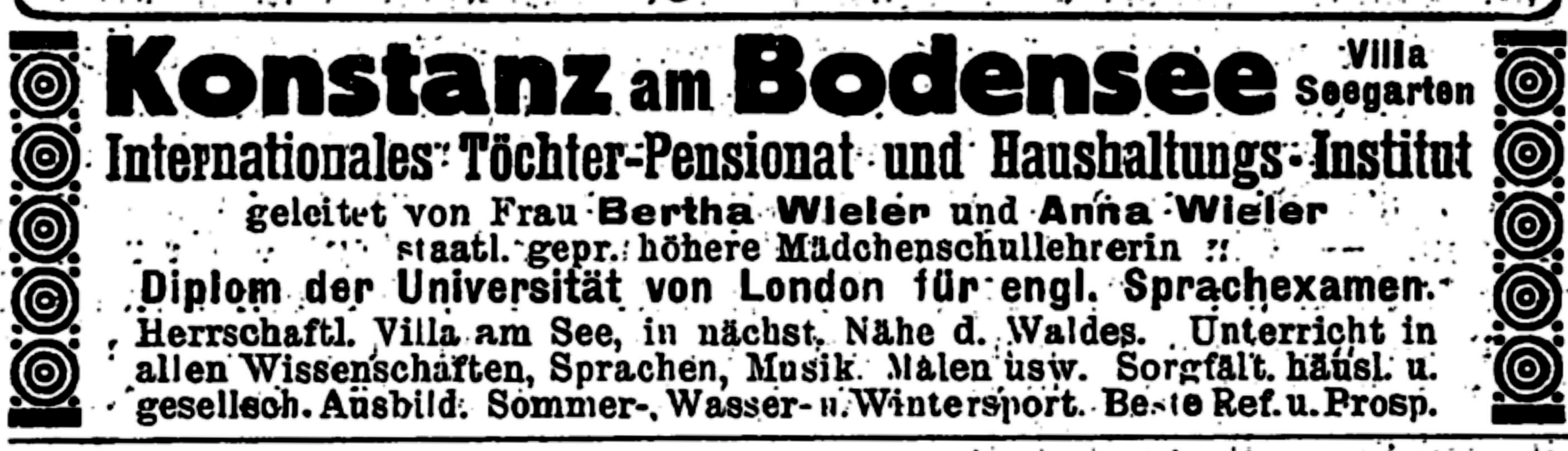
Werbliches Inserat in Der Gemeindebote – Beilage zur Allgemeinen Zeitung des Judentums (Berlin) vom 5. Januar und 11. Oktober 1912

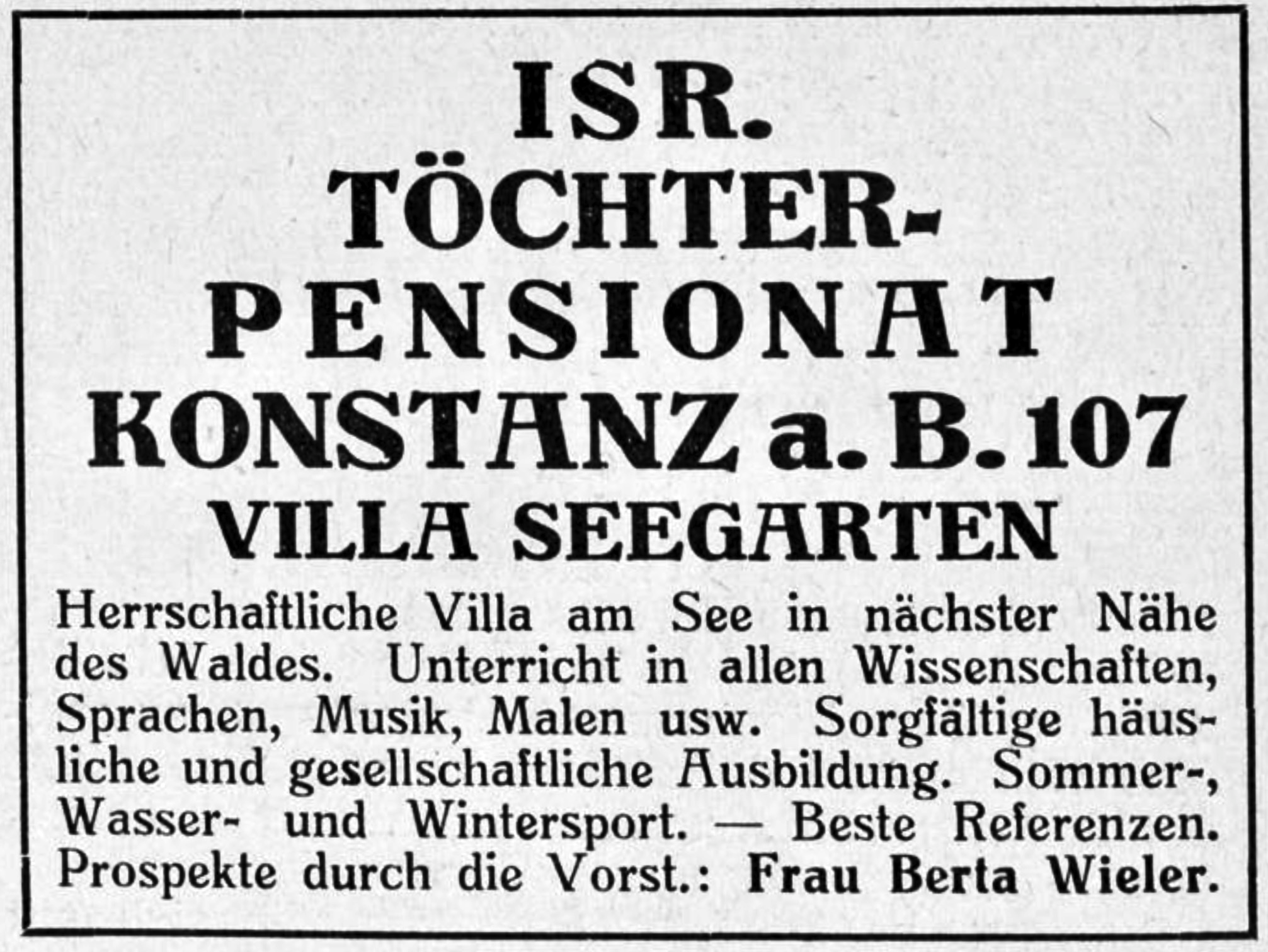
Inserat veröffentlicht in Das Jüdische Echo – Bayerische Blätter für die jüdischen Angelegenheiten (München) im Februar, März und Juni 1914

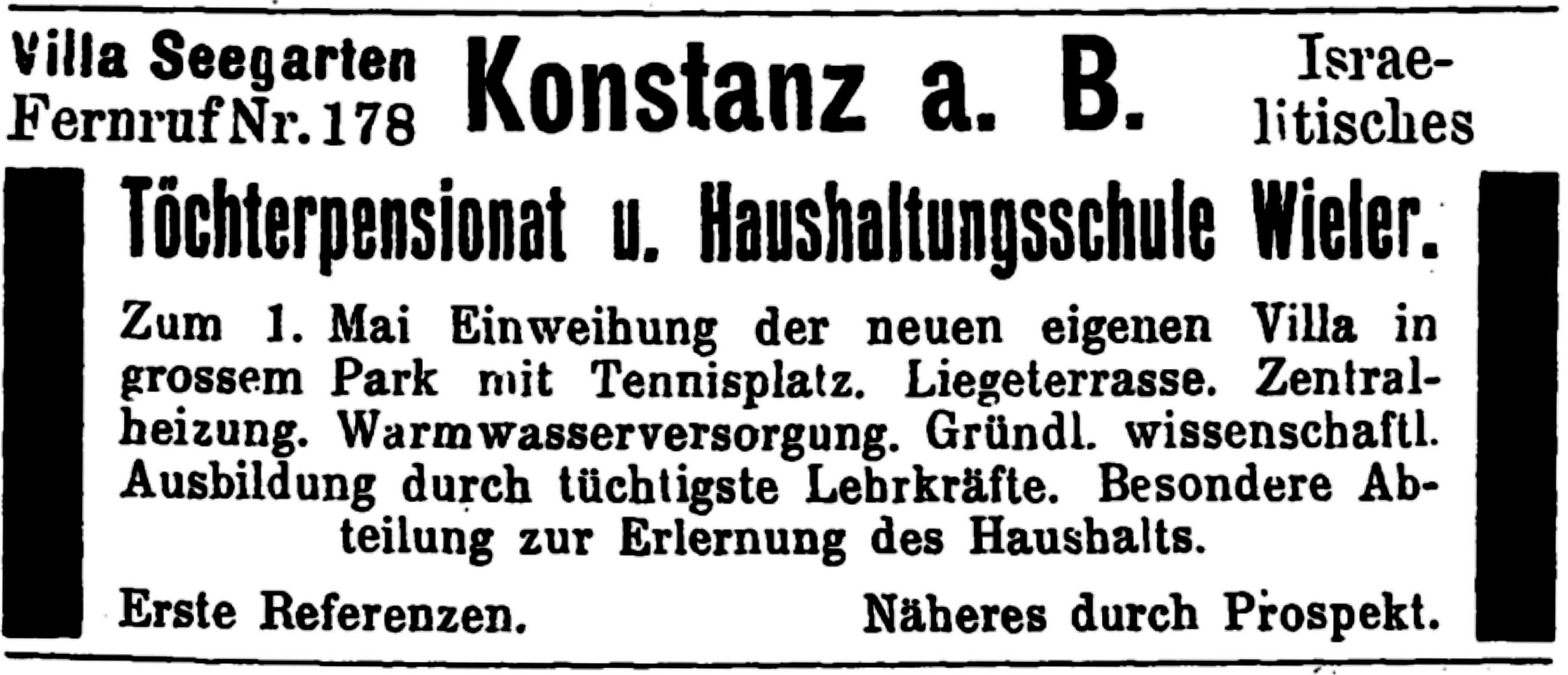
Inserat mit Hinweis auf neuerrichtete Villa und deren Einweihung am 1. Mai 1916 in Dr. Bloch’s Oesterreichische Wochenschrift (Wien), 18. Februar 1916

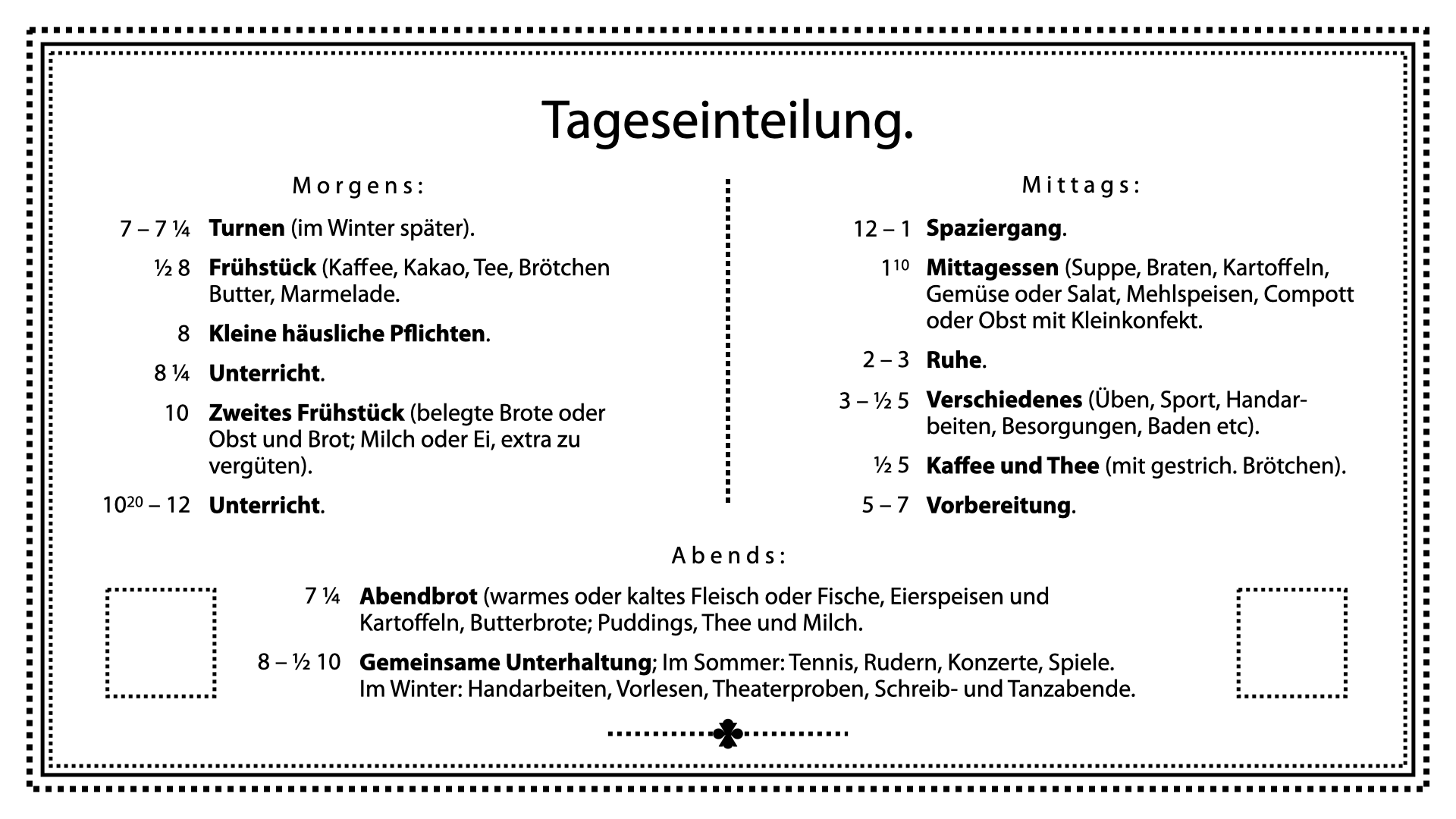
Tageseinteilung; Computergrafik nach einem zeitgenössischen Schulprospekt, um 1918

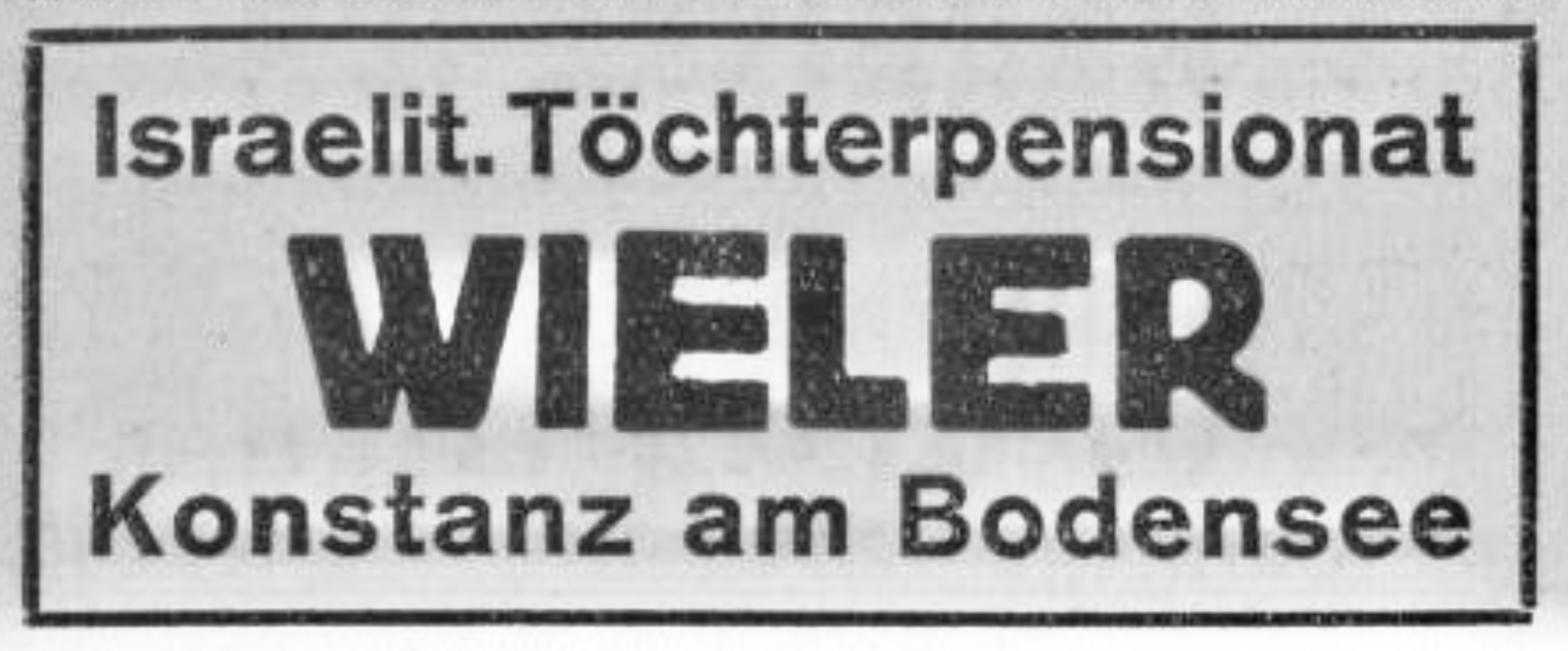
Werbeanzeige in der Wochenzeitung Das Jüdische Echo (München), 2. und 9. Juni 1922

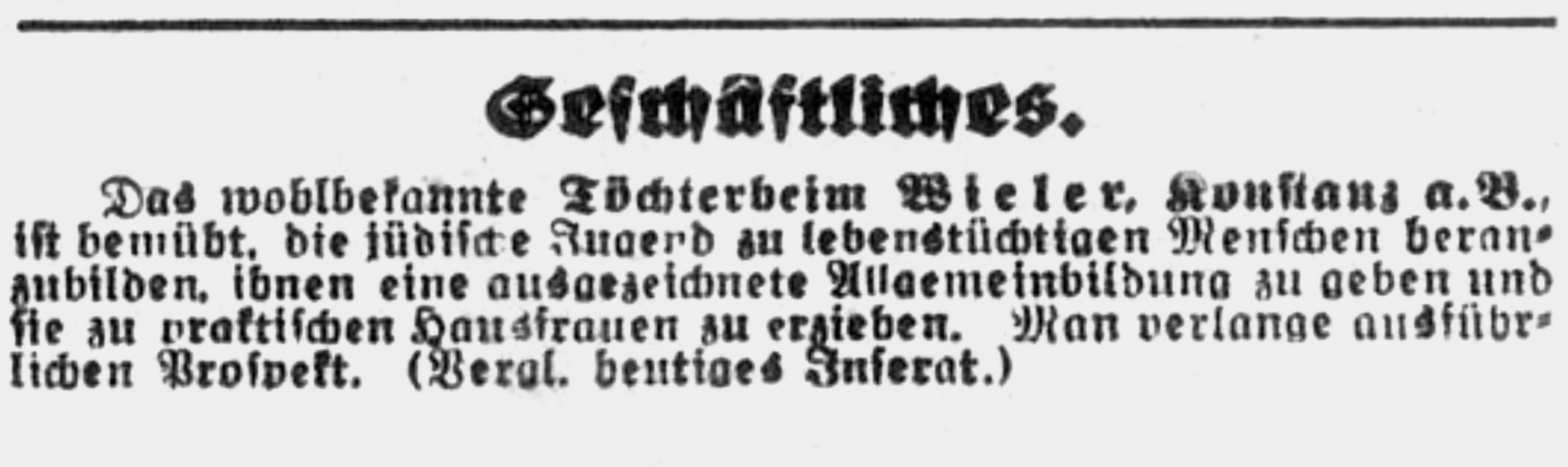
Töchterheim Wieler: Heranbildung lebenstüchtiger Menschen m. ausgezeichn. Allgemeinbildung; Erziehung zu praktischen Hausfrauen – Israelitisches Familienblatt (Frankfurt am Main), 1929

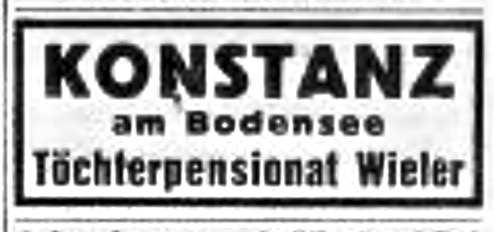
Werbeanzeige in der C.V.-Zeitung – Blätter für Deutschtum und Judentum (Berlin) vom 12. Februar 1932

Die Privatschule fokussierte von Anfang an auf den Unterricht und die Erziehung von Töchtern aus (groß-)bürgerlichen Elternhäusern, die sich den Aufenthalt ihrer Töchter in einem Internat leisten konnten und wollten. Ziel der Eltern dieser Schülerinnen war es, ihre Töchter zu einer „guten Partie“ für tendenziell gut situierte Ehemänner zu erziehen bzw. erziehen zu lassen.

„Das Pensionat Wieler nimmt eine beschränkte Anzahl Töchter aus guten Familien auf, welche sich auf wissenschaftlichem, praktischem und gesellschaftlichem Gebiete vervollständigen und vervollkommnen sollen. Es ist das Bestreben der Leitung, der Pflege des geistigen Lebens und der Bildung des Charakters eine ausgiebige und individuelle Fürsorge zuzuwenden. […] Die Umgangssprache ist französisch und englisch (wochenweise abwechselnd). […] Es steht den Eltern frei, diejenigen Unterrichtszweige zu bestimmen, an denen ihre Kinder teilnehmen sollen.“

Intention des Internats war der Unterricht von bis zu 65 Mädchen und jungen Frauen je Schuljahr in der deutschen, französischen und englischen Sprache (Grammatik, Aufsatz, Diktat, Stil, Konversation, Geschichte und Literatur) sowie Geographie, Kunstgeschichte, Pädagogik, ausgewählte Lektüre, Musikgeschichte und Rezitation. Der Prospekt des Töchter-Erziehungsheims und Haushaltungsschule Wieler gibt abseits des eigentlichen Lehrplans preis, dass auch die italienische Sprache unterrichtet wurde. Insgesamt schloss ein solchermaßen reduziertes Portfolio neben dem altsprachlichen Unterricht auch die Naturwissenschaften und die Mathematik aus und somit die schulischen Grundlagen für eine ganze Reihe möglicher Berufe. Übrig blieb lediglich die Basis für seinerzeit gesellschaftlich akzeptierte Frauentätigkeiten wie Sprach-, Kunst- oder Musiklehrerin, Pianistin, Violinistin, Sängerin, Tänzerin, Kunsthandwerkerin, ggf. Künstlerin, „Kinderfräulein“ bzw. Gouvernante, Köchin, Beiköchin, Dienstmädchen, Näherin, Wäscherin, Büglerin etc., Mutter und Hausfrau (hier insbesondere: „Dame des Hauses“ inkl. der Oberaufsicht über die Hausangestellten).
Bezeichnend ist die Formulierung „welche sich […] vervollständigen und vervollkommnen sollen“ – nicht „wollen“. Maßstab dieser Privatschulpädagogen war der Wille der zahlenden Eltern der Pensionatsschülerinnen.
Die Privatschule überließ den Eltern der Schülerinnen die Option, frei darüber zu bestimmen, auf welche Auswahl von Fächern der Unterricht ihrer Tochter (weiter) begrenzt werden sollte. Eine breit angelegte schulisch vermittelte Allgemeinbildung mit einer entsprechenden Vielfalt individueller Entwicklungsmöglichkeiten und späterer beruflicher Optionen stand nicht im Fokus dieses Töchterpensionats.
Inserate des Töchterpensionats Wieler warben demgegenüber von Beginn an explizit mit einer schulischen Bildung „in allen Wissenschaften“, offenbar abhängig von konkreter Nachfrage seitens der Eltern, denn die im Schulprospekt aufgelisteten internen und externen Lehrkräfte deckten das pauschal offerierte schulische Angebot einer Bildung „in allen Wissenschaften“ ebenso wenig ab wie der gelistete Fächerkanon der Privatschule.
Die „gesellschaftliche Ausbildung“ der jungen Damen umfasste „Tanz- und Anstandsunterricht“, Musik- und Leseabende, Teeabende mit kleinen geselligen Veranstaltungen, den Besuch von Konzerten, Theateraufführungen, „Vorlesungen über literarische oder wissenschaftliche Gegenstände“ und „reger Verkehr in großem gebildeten Freundeskreis“.
Die Haushaltungsschule der Wielers war eine vom wissenschaftlichen Schulbetrieb getrennte Einrichtung, die jedoch fakultativ im Anschluss an den wissenschaftlichen Schulunterricht besucht werden konnte. Gelehrt wurde dort „Kochen, die einfache und feine Küche, Backen, Konservieren und Einmachen, Zimmerdienst, Behandlung der Wäsche und Bügeln, Tischdecken und Servieren, Handarbeiten aller Art, Flicken und Stopfen, Theoretischer Unterricht und Anleitung zur Führung von Haushaltsbüchern“.
Die anfängliche Schulbezeichnung und der Lehrplan verdeutlichen, dass es primär darum ging, den jungen „Fräulein aus gutem Hause“ Kenntnisse und Fertigkeiten in der Hauswirtschaft, in der Erziehung ihrer späteren Kinder, auf künstlerischem Gebiet (Dichtung, Malerei, Tanz, Musizieren) und für eine gehobene bis anspruchsvolle Konversation in gesellschaftlicher Runde zu vermitteln. Dazu bedurfte es entsprechender Lehrkräfte, die bei den Fremdsprachen unter Muttersprachlern ausgewählt wurden. Die schuleigene Bibliothek enthielt die zeittypisch klassische deutsch-, französisch- und englischsprachige Literatur sowie die wesentlichen Nachschlagewerke, Lexika, Wörterbücher und Atlanten.
Eine musikalische Ausbildung gehörte je nach individueller Begabung dazu, um einer künftigen „Dame des Hauses“ in gehobenen Kreisen den gewünschten bzw. gefragten Feinschliff zu verleihen, war aber offenbar primär auf das Klavier, die Violine und den Gesang beschränkt. Eine Sozialkompetenz wurde nach zeitgenössischer Prägung anerzogen. Auf dem Anwesen der Villa Seegarten fanden Lesungen bzw. Rezitationen, Theaterproben und -aufführungen, Tanzbälle und Kammerkonzerte statt.
Der Bruch dieser Konzeption setzte bereits im zweiten Jahr nach der Schulgründung ein, als der Erste Weltkrieg ausbrach. Das Anwesen Bertha Wielers in der Konstanzer Hebelstraße 6 wurde vom 14. November 1914 bis zum 31. März 1916 als Lazarett zur Rekonvaleszenz von Soldaten des XIV. Preußischen (hier: Badischen) Armee-Korps bereitgestellt, die schwerverletzt von der Westfront kamen. Dies legt eine patriotische Einstellung der Wielers nahe; ein Grundvertrauen in die kaiserlichen Streitkräfte hingegen verdeutlicht ein Bauvorhaben während des Krieges, trotz der relativen Nähe zur Westfront:
Für ihr privates Erziehungsheim ließen die Gründerinnen Bertha und Anna Wieler 1915/16 ein zweites Hauptgebäude in der Konstanzer Hebelstraße (heute Hausnummer 8) errichten, eine Villa mit säulengetragenem halbrunden Vorbau, Lisenen und geschweiftem Giebel nach Entwürfen des Konstanzer Architekturbüros Ganter & Picard. Die Bauzeit fiel demzufolge in die Zeitspanne, in der Villa Seegarten als Lazarett diente. Das neue zweite Hauptgebäude wurde am 1. Mai 1916 feierlich eingeweiht, während das als Villa Seegarten bezeichnete ab April 1916 von der Nutzung als Lazarett wieder in ein schulisch nutzbares Haus zurückverwandelt werden musste, ganz sicher mit Modifikationen gegenüber den ersten beiden Jahren, zumal ja jetzt ein zweites Gebäude für räumliche Entlastung bzw. Erweiterung sorgte.
Die Privatschule verfügte u. a. über eine Liegeterrasse, einen verglasten und überdachten Übergang, als Glasveranda bezeichnet, der beide Hauptgebäude miteinander verband, über Klassenzimmer, eine Lehrküche, eine Bibliothek, ein Malatelier und ein Musikzimmer, das mit einem Blüthner-Flügel ausgestattet wurde. In einem Probenraum stand zudem ein Klavier. Ein an die „Glasveranda“ anschließender eigener Tennisplatz im teils als Park bezeichneten Garten des Anwesens diente neben Gymnastik und Turnen dem sportlichen Ausgleich und der Freizeitbeschäftigung. Zusätzlich wurde für den Sommer mit Wassersportarten wie Schwimmen und Rudern, Ausflügen und Exkursionen rund um den Bodensee, an den Rhein und in die Schweiz sowie für die kalte Jahreszeit mit Wintersportarten wie Rodeln, Skifahren und Schlittschuhlaufen geworben.
Während die diplomierte und staatlich geprüfte Pädagogin Anna Wieler die wissenschaftliche Leitung des Bildungsinstituts für Mädchen übernahm, war zunächst ihre Mutter Bertha, ab 1916 Anna Wielers ältere Schwester Irma vorrangig für dessen ökonomische Leitung zuständig. Irma Hieber hielt als pädagogisch nicht ausgebildete Hilfslehrkraft auch Vorträge innerhalb des Töchterpensionats und wurde um 1918 bei den schulinternen Lehrkräften aufgelistet, die um externe ergänzt wurden. Die Lehrkräfte kamen aus Deutschland und Großbritannien, entweder aus der Italienischen Schweiz oder aus Italien und aus der Romandie.
Für jede Schülerin hatten deren Eltern 1916 einen „Pensionspreis“ von 1800 Mark je Schuljahr zu entrichten (zur groben Orientierung: entspricht heute etwa 5.580 €). Die Geldentwertung als Begleiterscheinung und Folge des Krieges hatte zu dieser Zeit bereits eingesetzt. Für Einzelzimmer bzw. Zimmer mit Balkon und fließendem Wasser wurde ein Aufschlag berechnet. Weitere Zuzahlungen waren erforderlich für Klavier-, Gesangs- und Geigenunterricht, für die Benutzung des Klaviers oder Flügels, für den Tanz- und Schwimmunterricht, für das Waschen der Kleidung und Bettwäsche, für das Haarewaschen, für Bäder in der Badewanne, für Bücher, Schreibmaterialien, „schwedisches Turn- und Tennisspielen“, Versicherungen sowie anfallende Trinkgelder für das Dienstpersonal anlässlich Weihnachten und beim endgültigen Verlassen des Töchterpensionats.
Während der Novemberrevolution und der Weimarer Republik musste sich das schulische Konzept an die neuen gesellschaftlichen Realitäten anpassen; es erfolgte eine Lockerung der anfangs eher strengen Regeln und Unterrichtsmethodik. Der überwiegend verwendete Begriff Pensionat sollte den Eltern vermutlich eine stärkere Behütung und umfassendere Versorgung der Mädchen und jungen Frauen suggerieren, als es der teils auch benutzte Begriff Erziehungsheim oder die gängigen Begriffe Internat oder Alumnat (Alumneum) auszudrücken schienen. Dazu gehörte es offensichtlich, keine nicht-jüdischen Schülerinnen aufzunehmen und eine von Antisemitismus weitgehend freie schulische Exklave anzubieten. Rückblickend fällt auf, dass das Pensionat einerseits ganz gezielt überregional in jüdischen Zeitungen um potenzielle Schülerinnen warb, darunter im Zentralorgan der zionistischen Bewegung in Wien, aber nur in einem Teil dieser Inserate den Zusatz israelitisch benutzte, eher selten den Zusatz jüdisch, andererseits jedoch keine religiös geprägten Unterrichtsinhalte anbot. Die Fokussierung auf Töchter wohlhabender Bürgerfamilien bedingte eine gleichzeitige Orientierung an assimilierten Juden, die entweder agnostisch, säkular und/oder liberal ausgerichtet waren. Die Inserate hoben den Standort Konstanz am Bodensee hervor; neben der reinen Ortsbezeichnung wurde damit gleichzeitig auf den lagebedingten Standortvorteil verwiesen, um eine potenzielle Klientel vor allem überregional zu interessieren. So war das vom Pensionat fußläufig zu erreichende Ufer des Bodensees ein Hauptargument, um die Höhere Töchterschule der Wielers erfolgreich zu bewerben.

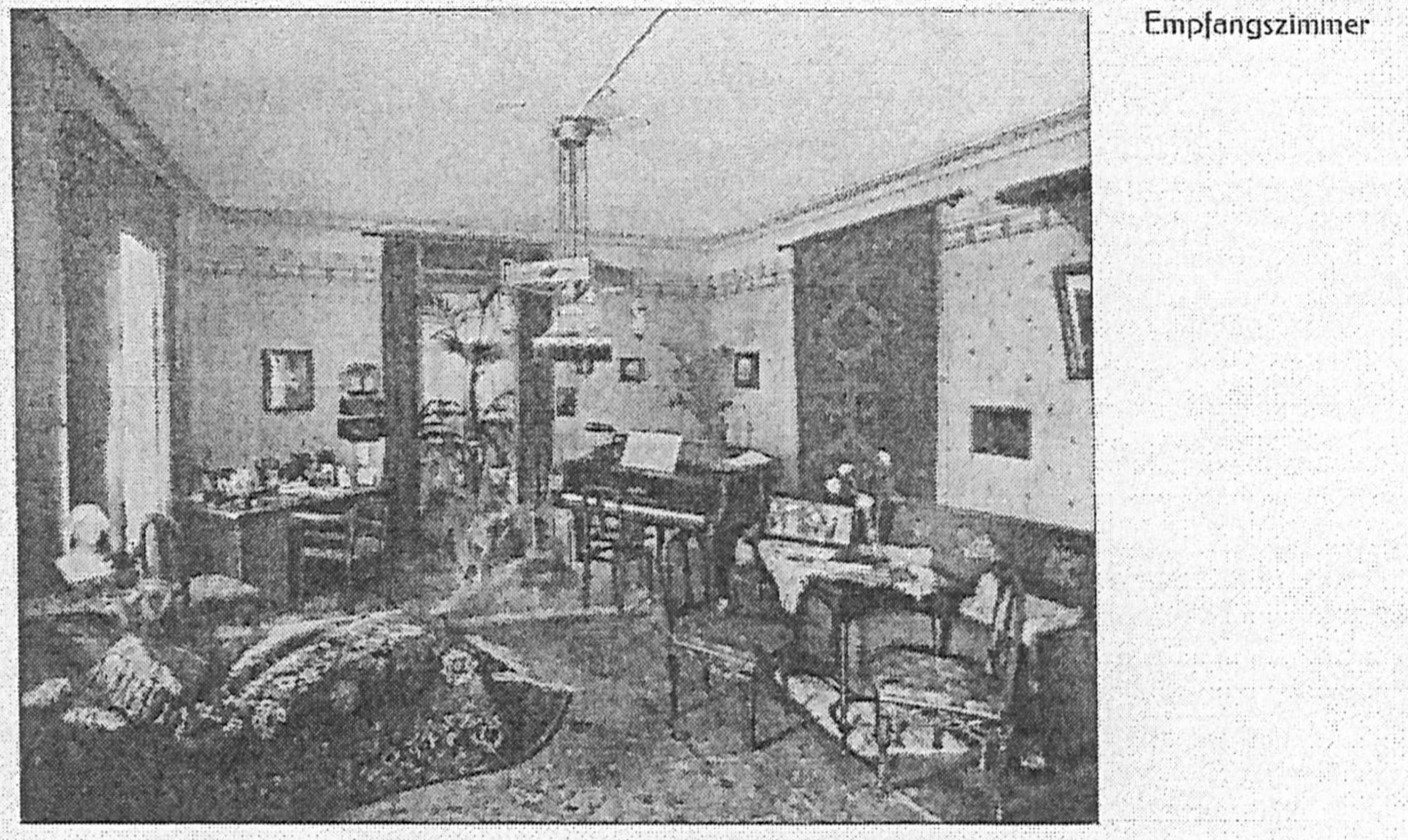
Repräsentativ gestaltetes Empfangszimmer des Töchterpensionats Wieler mit Schreibtisch der Vorsteherin, Frauenbüste, Flügel, Sofa und Chaiselongue mit Überwurf
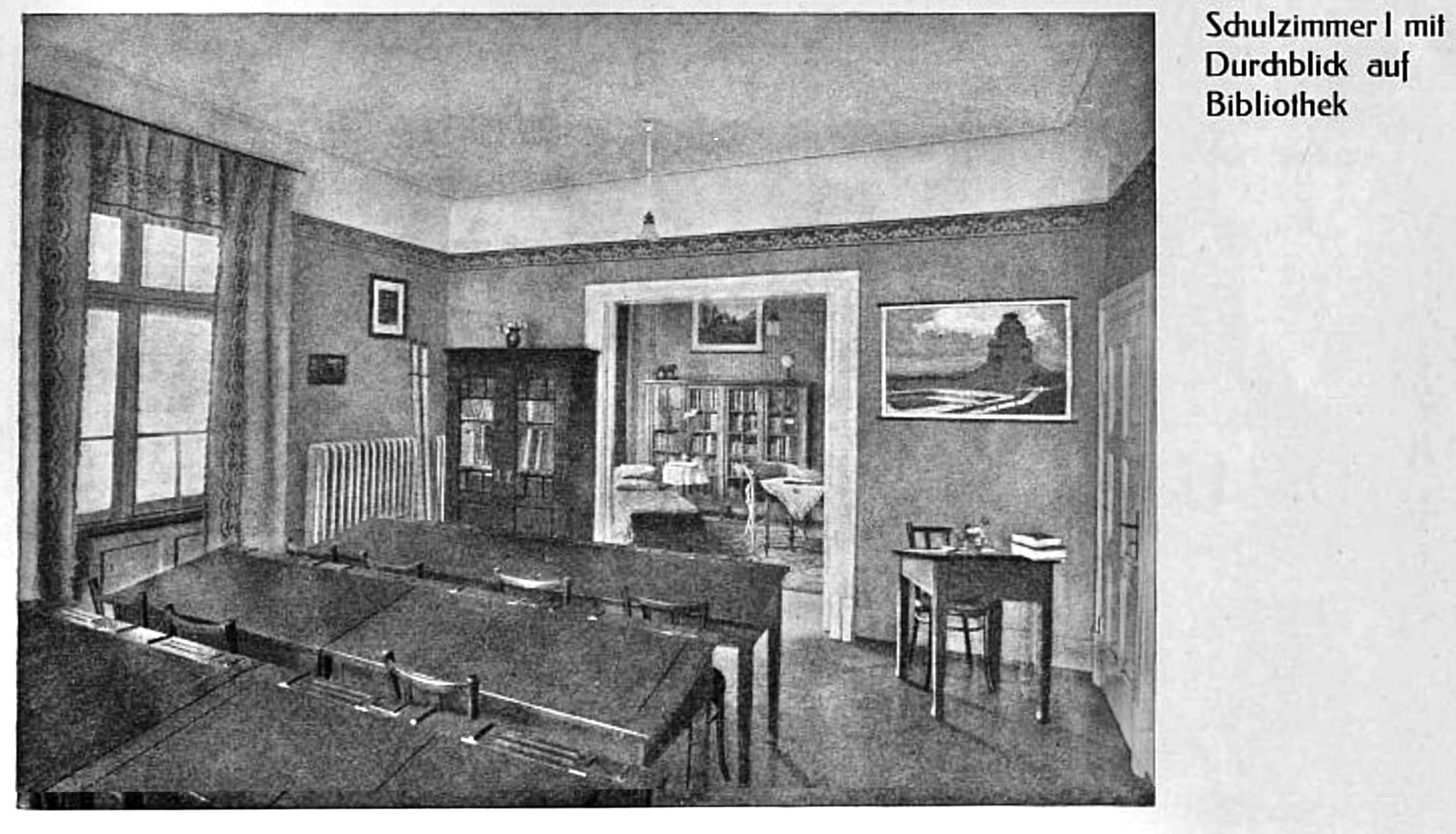
Schulzimmer I mit Schulbänken, kleinem Lehrerpult unter einer Abbildung des Völkerschlachtdenkmals sowie Durchgang zur Schulbibliothek
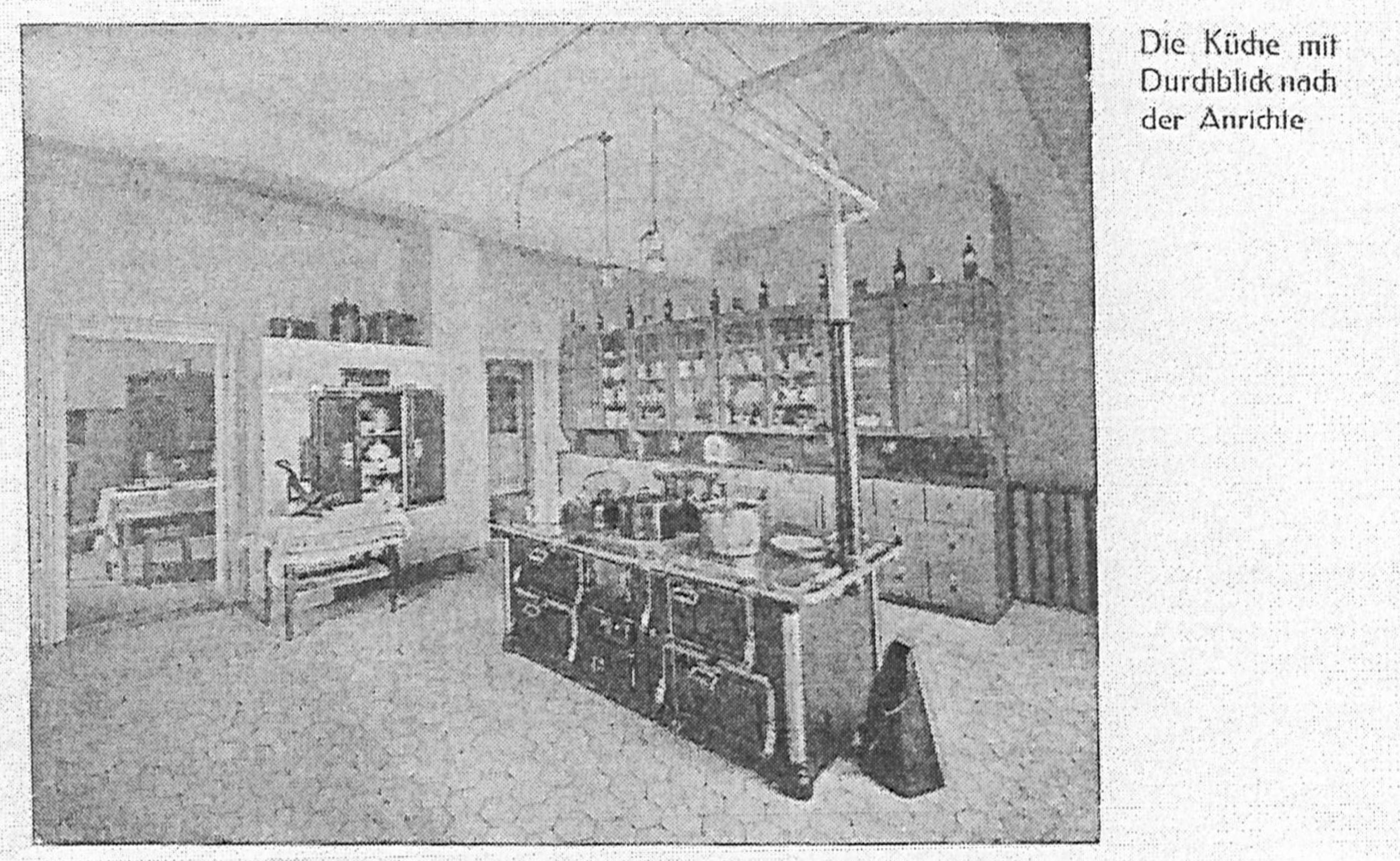
Lehrküche mit zentral positioniertem freistehenden Kohleherd (inkl. Kohlenschütte), Geschirrschränken und Anrichte im Nebenraum
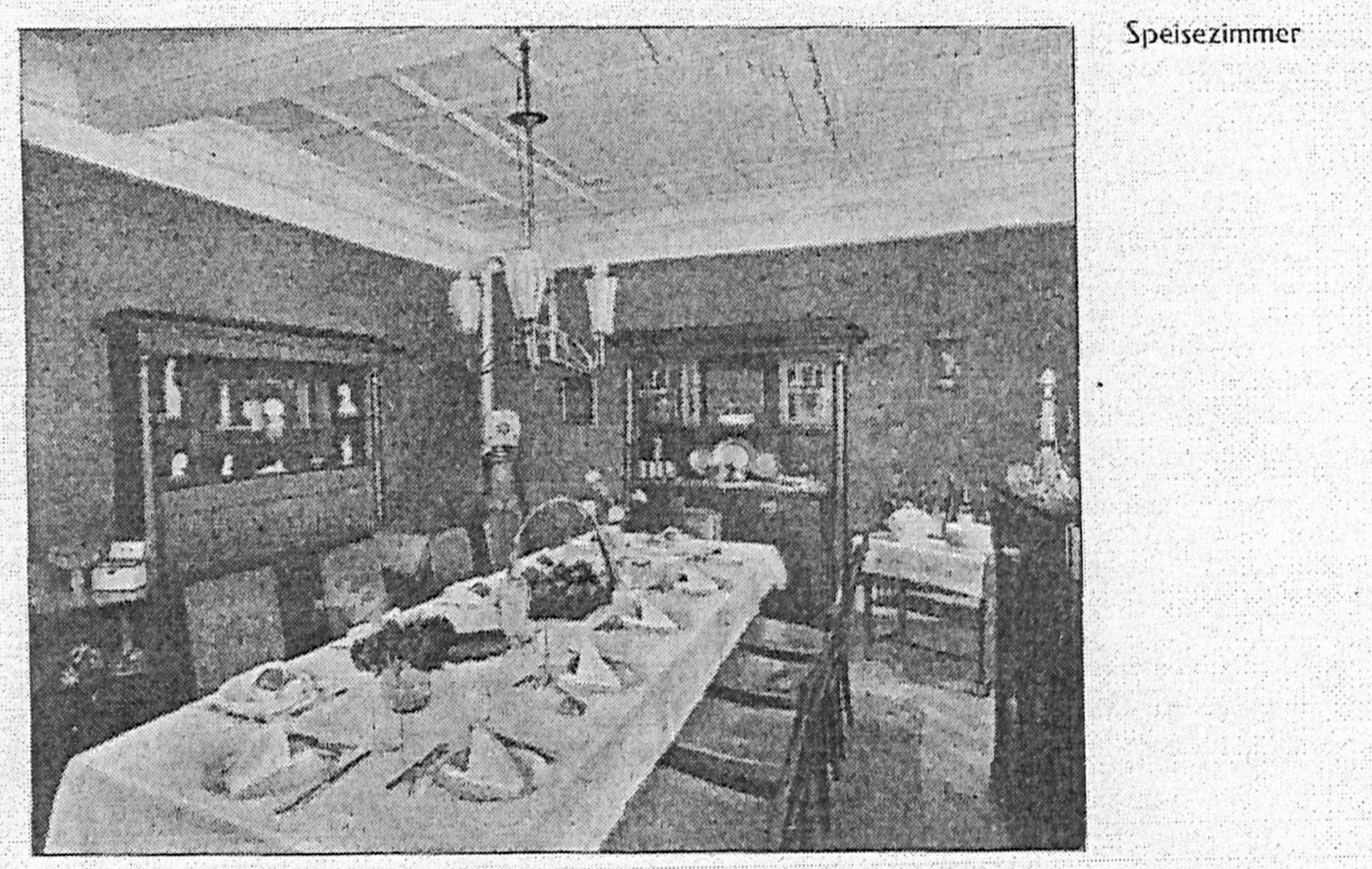
Speisezimmer mit gedecktem Esstisch, Stoffservietten, Obstkorb und Blumenvasen, im Schrankregal Frauenskulpturen und -büsten, Schüsseln auf Beistelltisch
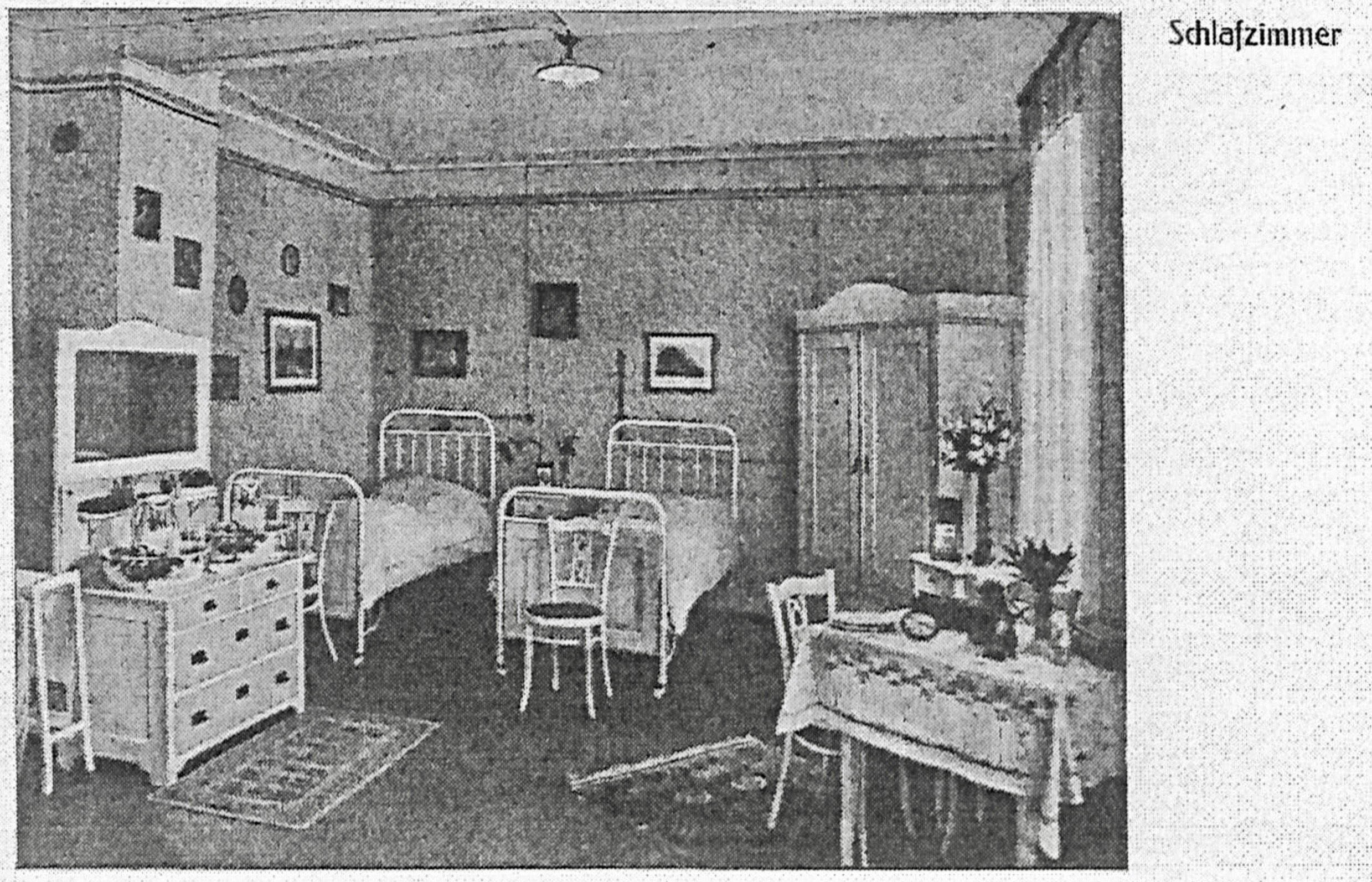
Hell möbliertes Mehrbettzimmer für Schülerinnen mit Metallbetten, Kleiderschrank, Kommode mit Spiegel, kleinem Tisch und Blumenvasen
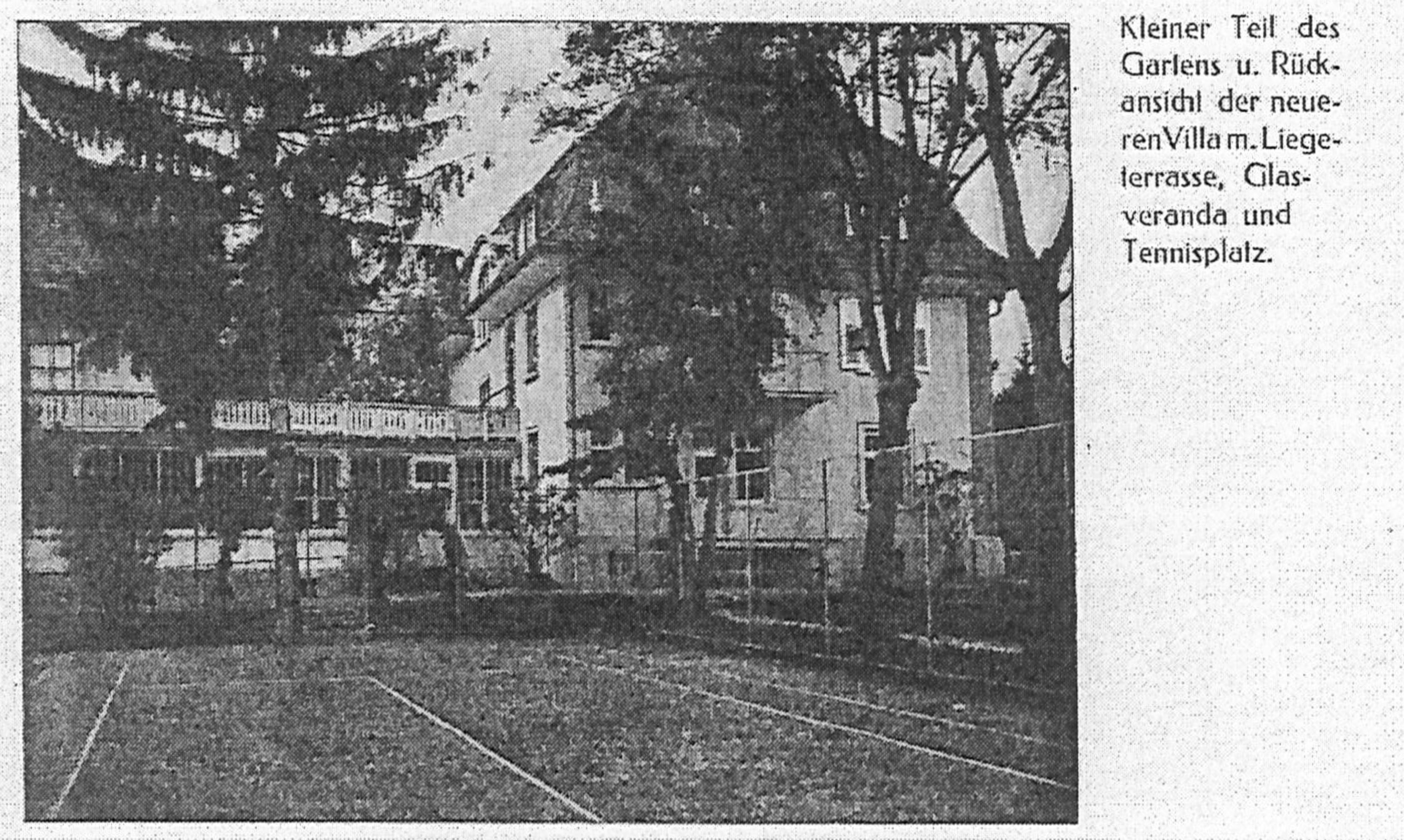
Gartenseite mit umzäuntem Tennisplatz, Villa (Mai 1916 eingeweiht) und Glasveranda als Übergang zur nicht abgebildeten Villa Seegarten (als private Töchterschule 1912 eröffnet)

Die Hyperinflation ab 1923 sorgte für Turbulenzen; das Haushalten in der Privatschule wurde ebenso problematisch wie die Zahlung des Schulgeldes durch die Eltern der Schülerinnen. Die Privatschule spendete u. a. während der Rosch ha-Schana-Aktion für den Fonds Keren Kayemeth LeIsrael, um den zionistischen Aufbau im Mandatsgebiet Palästina zu fördern. Die Weltwirtschaftskrise machte sich ab Herbst 1929 nicht nur außerhalb, sondern auch innerhalb des Internats bemerkbar, wenn beispielsweise Eltern erhebliche finanzielle Einbußen erlitten, ihre Unternehmung oder den Arbeitsplatz verloren hatten. Um 1930 wurden spezielle Kurse für „schulmüde“ Mädchen angeboten, um diesen Lehrinhalte „leichtfaßlich“ zu vermitteln (Förderunterricht).

## Umwidmung zur Familienpension, Arisierung, Restitution

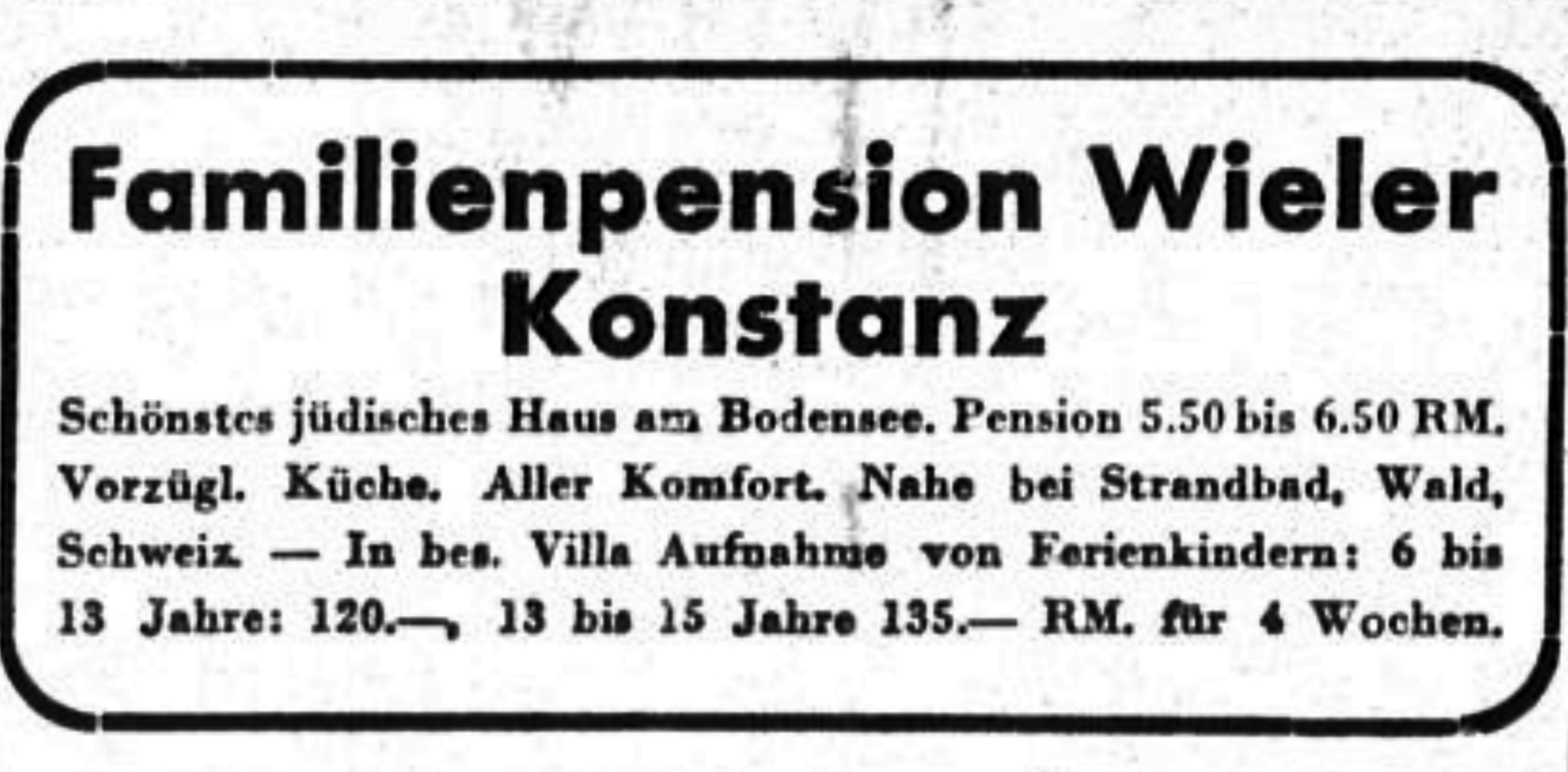
Inseratwerbung für die Familienpension Wieler, Israelitisches Familienblatt (Hamburg), 37. Jahrg. (1935), Nr. 19, 9. Mai 1935, Seite 8

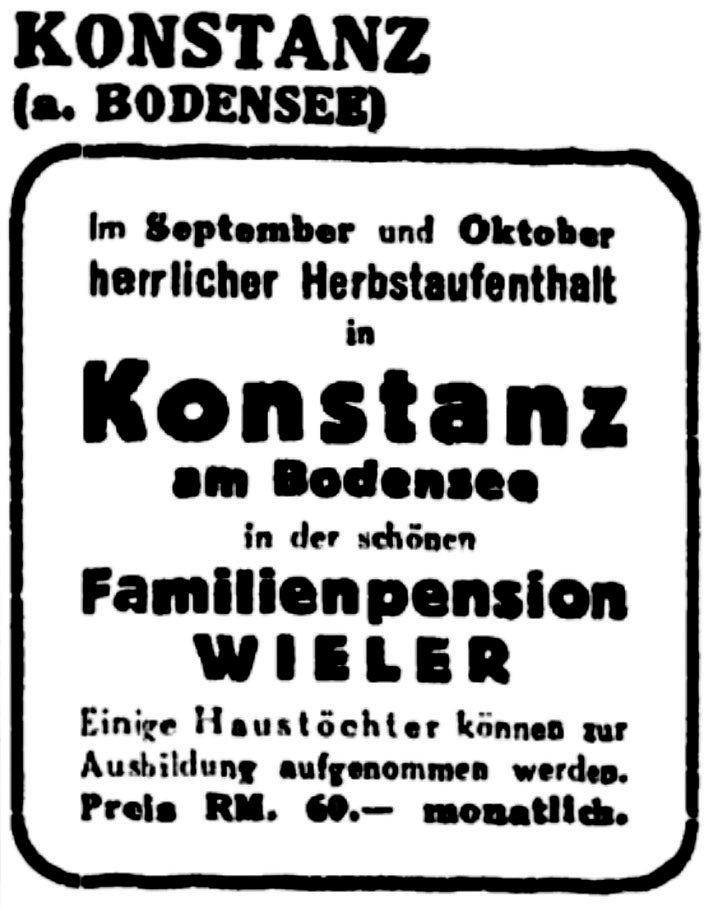
Inseratwerbung für die Familienpension Wieler, Jüdische Rundschau (Berlin), 42. Jahrg. (1937), Nr. 68, 27. August 1937, Seite 15, Spalte 5

Das Töchterpensionat Wieler wurde bis etwa zum Jahr 1933 betrieben, belegt durch eine Werbeanzeige aus dem Jahr 1932, dann jedoch von Anna Wieler und Irma Hieber, geb. Wieler, in die Familien-Pension Wieler umgewidmet, immer in Absprache mit ihrer weiterhin präsenten und mental mobilen Mutter Bertha Wieler.
Es liegt nahe, den Grund für die Umwidmung in dem von den Nationalsozialisten ausgeübten Einfluss nach dem 30. Januar 1933 zu suchen; Belege dafür fehlen bislang. Außer Familien wurden auch einzelne Kinder bzw. Kindergruppen zwischen 6 und 15 Jahren für Ferienaufenthalte beherbergt, betreut und versorgt, Knaben jedoch nur bis zum Alter von 13 Jahren. Außerdem wurden mindestens zeitweise „Haustöchter“ in Hauswirtschaft ausgebildet.
Nachdem die Behörden Juden den Zugang zu wesentlichen Einrichtungen am See, z. B. Parkanlagen, Sitzbänken, Cafés, Restaurants, Strandbädern, spätestens ab 1936 untersagt hatten, wurde diesen die Anreise und der Aufenthalt unattraktiv gestaltet – für eine Familienpension wie die der Geschwister Anna Wieler und Irma Hieber, geb. Wieler, ein stetig wachsendes ökonomisches Problem. Die Familien-Pension Wieler bestand bis 1938 auf dem Anwesen der Villa Seegarten; während der „Entjudung“ wurden Anwesen und Gebäude der Wielers in der Hebelstraße 6 ebenso wie deren Wohn- und Geschäftshaus in der Oberen Laube 20 (heute Hausnummer 64) weit unter Wert „arisiert“, wohl erst 1940/41 unter Bürgermeister Leopold Mager (1895–1966) und dem städtischen Rechtsrat Franz-Wilhelm Knapp.
1947 gab der ehemalige Konstanzer Oberbürgermeister Albert Herrmann (NSDAP) gegenüber dem Untersuchungsausschuss des Stadtkreises Konstanz schriftlich an, NSDAP-Kreisleiter Wilhelm Sandritter (* 7. Juli 1894 in Schatthausen; † 14. Juni 1953), ein Pädagoge, ab 1938 Bezirksschulrat in Pforzheim, habe 1938 anlässlich der Pogrome der „Reichskristallnacht“ eine Zerstörung von Gebäuden gefordert, die in jüdischem Besitz seien, darunter explizit die von der Familien-Pension Wieler genutzte Villa Seegarten. Dies habe Herrmann jedoch durch eine gegenteilige Weisung unterbunden, weil er in der Nähe des Seeufers keine Ruinen hätte haben wollen. An dieser ansonsten unbelegten Darstellung zur Entlastung Herrmanns im Entnazifizierungsverfahren bestehen Zweifel.
Die noch bestehende Villa der Wielers mit Säulenvorbau steht heute unter Denkmalschutz; anstelle des ursprünglich als Villa Seegarten bezeichneten Gebäudes jedoch wurden in der ersten Hälfte der 1990er Jahre Neubauten errichtet. Der ehemalige umzäunte Tennisplatz auf der Gartenseite der als Übergang zwischen den Gebäuden errichteten Glasveranda besteht nicht mehr.
Das nach der so bezeichneten Wiedergutmachung seitens Wieler-Nachfahren 1955 an die Spitalstiftung Konstanz veräußerte Anwesen der Villa Seegarten wurde in der Folge als Altersheim Hebelhof genutzt. In diesem Altersheim wurde ab Mai 1967 für wenige Monate der deutsche Literat und Jurist Jacob Picard betreut und gepflegt. Heute besteht auf dem Anwesen des ehemaligen Töchterpensionats Wieler die Wohnanlage Hebelhof für betreute Senioren, außerdem das Walter Trier-Archiv.

## Veröffentlichungen
- diverse gedruckte Prospekte mit Rückenheftung: der erste Prospekt, ab November 1911 in Werbeanzeigen erwähnt, ist in deutschen Archiven und Bibliotheken nicht verzeichnet;
- Töchter-Erziehungsheim und Haushaltungsschule „Wieler“, Konstanz am Bodensee, Villa Seegarten, Heinrich Schatz Buchdruckerei, Konstanz um 1918 (archivarisch seitens der Monacensia [lt. Stempel auf dem Deckblatt des Prospekts] bzw. der Bayerischen Staatsbibliothek auf 1913 geschätzt, enthält aber Fotos der im Mai 1916 eingeweihten Villa), 23 S., OCLC 162325124.

## Ehemalige Lehrkräfte
Jeweilige Anrede gemäß Originalbeleg; Vornamen teils hinzugefügt, soweit ermittelbar:

### Interne Lehrkräfte
- Deutsche Fächer: Fräulein Anna Wieler, Konstanz (Ausbildung: University of London)
- Französische Fächer: Mlle E. Yaux (Ausbildung: Université de Genève)
- Englische Fächer: Miss H. Vickers, B. A.
- Klavier: Fräulein Wally Krewald (Ausbildung: Stern’sches Konservatorium der Musik Gustav Hollaender, Berlin)[61][62]
- Haushalt: Fräulein O. Thon (Ausbildung: Seminar für Koch- und Haushaltslehrerinnen, Handarbeits- und Industrielehrerinnen Emma Burchardi), Eisenach in Thüringen
- Vorträge: Frau Irma Hieber, Konstanz

### Externe Lehrkräfte
- Klavier: Herr Musikdirektor Karl Bienert (1884–1947),[63] Kapellmeister am Stadttheater Konstanz; Dirigent im Bürgerverein Bodan, Konstanz[64][65]
- Gesang: Frau Annette Bienert-Boserup (* 16. Februar 1881 in Freerslev,[66] Sjælland, Dänemark), Sopran, Opern- und Konzertsängerin sowie Gesangspädagogin, Konstanz, Ehefrau des Musikdirektors Karl Bienert[63][67][68]
- Malen: Fräulein Dursch
- Kunstgewerbe: Fräulein Holzmann
- Violine: Frau Schaffner (Ausbildung: Dr. Hoch’s Konservatorium, Frankfurt am Main und Conservatoire royal de Bruxelles / Koninklijk Conservatorium Brussel)
- Italienisch: Signorina Marchi

## Ehemalige Schülerinnen
- Erika Susanna Landsberg (1906–1979), deutsche Übersetzerin;[69][70][71][72] Sie besuchte nach der Freien Schulgemeinde in Wickersdorf von 1921 bis etwa 1924/25 das Töchterpensionat Wieler.[73][74][75]